# Longisquama
Longisquama insignis är ett utdött ödleliknande kräldjur, endast känd från ett dåligt bevarat och inkomplett fossil, vilken levde under mellersta eller slutet av Triasperioden, för 230-225 miljoner år sedan i vad som idag är Kirgizistan. Den är känd från en holotyp, skiva och motstående skiva (PIN 2548/4 och PIN 2584/5), och fem hänvisade exempel på möjliga bihang (PIN 2584/7 via 9). Alla exemplar finns i samlingen till Paleontological Institute of the Russian Academy of Sciences i Moskva.
Longisquama betyder "långa fjäll"; artnamnet insignis hänvisar till dess ringa storlek. Fossilen av Longisquama är anmärkningsvärd för ett antal långa strukturer som förefaller växa från dess skinn. Dessa strukturer har tolkats olika av olika forskare, och står i centrum för en stor och mycket omskriven debatt relaterad till fåglarnas ursprung. För vissa är Longisquama den glidflygande, kallblodiga urtidsfågeln som förutspåddes av Gerhard Heilmanns hypotetiska "Proavis" 1927, och ett bevis för att fåglar inte är dinosaurier. För andra är det en tvetydig diapsid som bevarats på en samling ormbunksblad, och har ingen koppling till fåglarnas ursprung.

## De "långa fjällen"

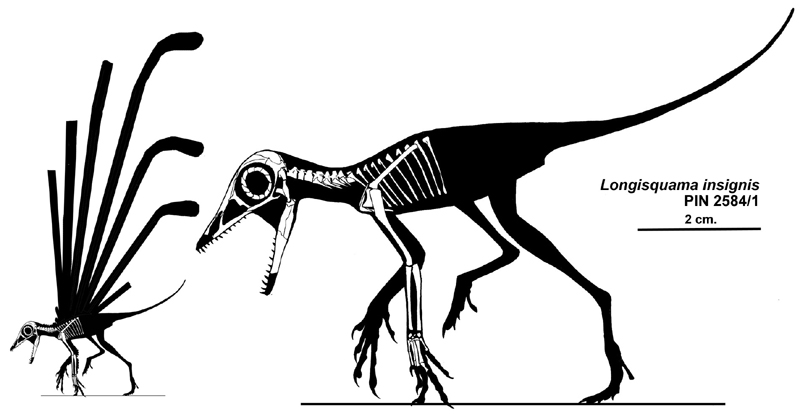
Rekonstruktion av Longisquama's skelett.

Fossilet efter Longisquama ser ut att ha fjäderformade strukturer fästa vid kroppen. Utredare har tolkat dessa strukturer på olika sätt.
Haubold och Buffetaut (1987) trodde att strukturerna var långa, modifierade fjäll, parvis fästa utmed sidorna av kroppen som parade membran för glidflygning. De publicerade en rekonstruktion av Longisquama med plymer i ett mönster liknande det hos flygdrakar och Kuehneosaurus, enligt vilken den skulle kunna glidflyga eller åtminstone använda strukturerna som fallskärm. Trots att detta nu anses vara felaktigt syns fortfarande versioner av denna rekonstruktion ofta på internet och andra ställen.
Andra forskare placerar fjällen annorlunda. Unwin och Benton (2001) tolkade dem som en enkel rad av modifierade fjäll som löpte längsmed ryggens mittlinje, och inte i par. Jones m. fl. (2000) interpreterade dem som två-pariga rader, anatomiskt väldigt lika fjädrar, placerade som ryggfjädrarna hos fåglar. Fjäderexperten Richard Prum (2001), och även Reisz och Suez (2000) ser strukturerna som anatomiskt sett väldigt olika fjädrar, och tror istället att det är förlängda remsliknande fjäll.
Ytterligare andra observatörer (Fraser, 2006) tror att strukturerna inte är en del av Longisquama över huvud taget; att de bara är blad från ormbunkar som blev bevarade tillsammans med kräldjuret och sedan har misstolkats. Det sista utlåtandet kan möjligen stödjas av det faktum att flera fossil av dessa strukturer har upptäckts utan någon anslutning med djurfossil[källa behövs]

## Taxonomi
Såsom de "långa fjällen" är Longisquama's karaktärsdrag i skelettet lika svåra att diagnosticera. Som resultat har Longisquama klassats till flera olika grupper inom Sauropsida av olika forskare.
Sharov (1970) anser att det var en "pseudosuchian" (en primitiv archosaurie, men som archosaurie ett ganska härlett kräldjur) baserat på två egenskaper - ett hålrum (fenestra) i underkäken och en Antorbital fenestra. Sharovs ursprungliga beskrivning inkluderade också det förlängda skulderbladet. Jones m. fl. (2000) ser Longisquama som en Archosaurie, tilläggande till Sharovs två beskrivna karaktärsdrag även ett önskeben (furcula). Olshevsky tror att Longisquama är en Archosaurie och, dessutom, en tidig dinosaurie - en möjlighet som , om den är korrekt, skulle dispensera nästan hela debatten om fåglarnas ursprung. Unwin och Benton (2001) trodde inte att det var möjligt att diagnostisera det viktiga hålrummen (Fenestrae); hålen skulle kunna vara skador på fossilet. De höll med Sharov om att Longisquama hade tänder som Acrodonta och ett Interclavicle, men istället för ett önskeben såg de ett par med skilda nyckelben. Dessa drag skulle vara mer typiska för en medlem av Lepidosauromorpha, vilket skulle innebära att Longsquama inte är en Archosaurie och därför inte nära släkt med fåglar. Enligt en studie inom kladistik av Phil Senter 2004 borde Longisquama vara en än mer basal diapsid, och en medlem av Avicephala, mer närbesläktad med Coelurosauravus.

## Debatt om fåglarnas ursprung
Frågan om vilken sorts kräldjur Longisquama är, och exakt vad de "långa fjällen" är, ingår i en större debatt om fåglarnas ursprung, och huruvida dessa härstammar från dinosaurier eller inte.

### Bakgrund
Huvudsaklig konsensus bland paleontologer är en övertygelse om att hypotesen att fåglar utvecklades ur avancerade dinosaurier inom theropoda är den riktiga. Scenariot för denna hypotes är att tidiga theropoder var endotermiska och utvecklade enkla fjädrar för isolering. Dessa fjädrar ökade sedan i storlek och komplexitet och anpassades med tiden till aerodynamiska användningsområden. Forskare på denna sida ser ofta Longisquama som en underlig diapsid med specialiserade fjäll, mångtydiga karaktärsdrag i skelettet och utan egentlig betydelse för fåglarnas utveckling. Ett fåtal forskare föredrar dock hypotesen att fåglar utvecklades ur små, trädlevande archosaurier liknande Longisquama. Dessa forskare ser dem som ektotermiska djur som anpassade sig till glidflygning genom att utveckla förlängda fjäll och sedan konturfjädrar. Det höga energibehovet för glidflygning fick djuren att bli endotermiska och fjädrarnas antal dubblerades för att isolera.

### Släktskap till befjädrade Dromaeosaurider
Den ledande debatten är över 30 år gammal, men båda sidorna drar bevis från sentida fynd av uppenbart befjädrade dinosaurier. Under flera årtionden ansåg Martin att de anatomiska likheterna mellan dromaeosaurider och fåglar endast var konvergent evolution, och inte trovärdiga bevis för ett nära släktskap. Upptäckten av Microraptor, en liten dinosaurie med enkla fjädrar såväl som de långa fjädrarna till flygning karaktäristiska för fåglar, fick en stor förgrening i debatten om vad för slags djur som var den mest troliga förfadern till fåglar. Forskare såsom Padian (1985) föreslog en hypotes om en, springande jordbunden dinosaurie som utvecklade fjädrar och förmåga att flaxa, medan Martin och Feduccia var kritiska till den idén. Men Microraptor sågs av Xu m.fl. (2003) som en liten trädlevande, glidflygande dinosaurie, och därför bortom den tidigare oppositionen om en marklevande dinosaurie/trädklättrande archosaurie. 2004 föreslog dock Martin som gensvar till Microraptor att den trots allt var en nära släkting till fåglarna, men att den i likhet med alla Maniraptorer inte skulle vara dinosaurier över huvud taget. Han framförde något han kallade en "Kompromisshypotes", att alla maniraptorer istället var fåglar som inte kunde flyga, i ett scenario där fåglar från början utvecklades från en basal archosaurieförfader, liknande Longisquama. Martin erkände denna hypotes för Gregory S. Paul, men Paul stöder starkt ett släktskap mellan dinosaurier och fåglar, och tror att maniraptorer är dinosaurier. Skulle Olshevsky har rätt och Longisquama är en tidig dinosaurie, så kan den vara en förfader till Microraptor, Longisquama's fjädrar skulle då vara homologa med de hos fåglar, och alla tre skulle kunna vara dinosaurier.